# Gabriel Fourmaintraux
Pour les articles homonymes, voir Fourmaintraux.
Gabriel Fourmaintraux, né le 27 mai 1886 à Desvres et mort le 16 mars 1984, est un céramiste français qui contribua au développement de la faïence de Desvres ainsi qu'à sa grande renommée.

## Biographie

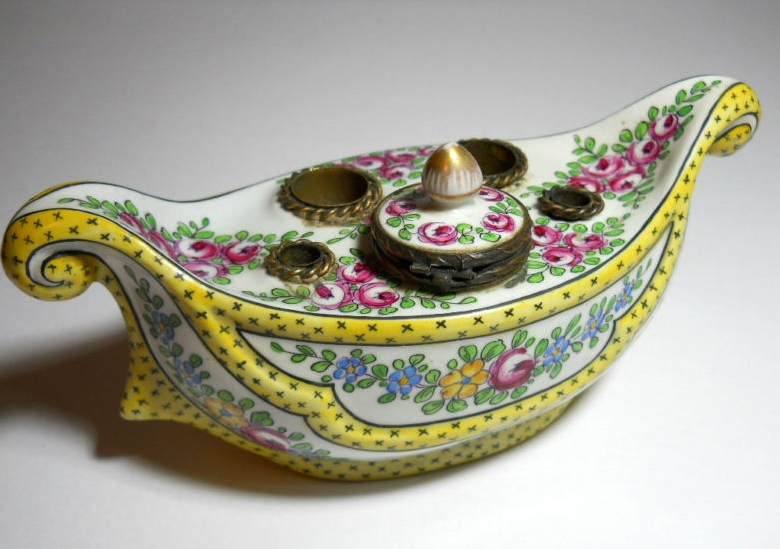
Encrier Gabriel Fourmaintraux.

### Famille
Gabriel Émile Georges Alexandre Fourmaintraux naît le 27 mai 1886 à Desvres du mariage d'Émile Fourmaintraux (1857-1929) et d'Élisa Moison (1863-1930). Il fait partie d'une famille réputée de céramistes français. Il épouse Marguerite (dite Margo) avec laquelle ils ont trois enfants : Gabriel Fourmaintraux (dit Gaby, 1921-1941), Claude Fourmaintraux (1922-2020) et Françoise Fourmaintraux (1926-2021).
L'activité céramique de la famille Fourmaintraux remonte à l'époque où, en 1804, François-Joseph Fourmaintraux, ancien ouvrier de Sta, fonde sa propre usine.

### Formation et carrière
Il étudie pendant quatre années la céramique à l'école de céramique de Sèvres et en sort diplômé en 1907.
Après l'obtention de son diplôme, il commence à travailler dans l'usine familiale au côté de son père. Il en prend la direction en 1930. Son fils Claude, commence à travailler avec lui en 1941 et ensuite reprend la direction de l'usine avec son beau-frère Daniel Dutertre. Leurs fils, Olivier Fourmaintraux et Thierry Dutertre, reprennent la direction de l'entreprise en 1987. Gabriel Fourmaintraux exercera jusqu'à sa retraite en 1982.
L'usine ferme ses portes en 1997.

## Production

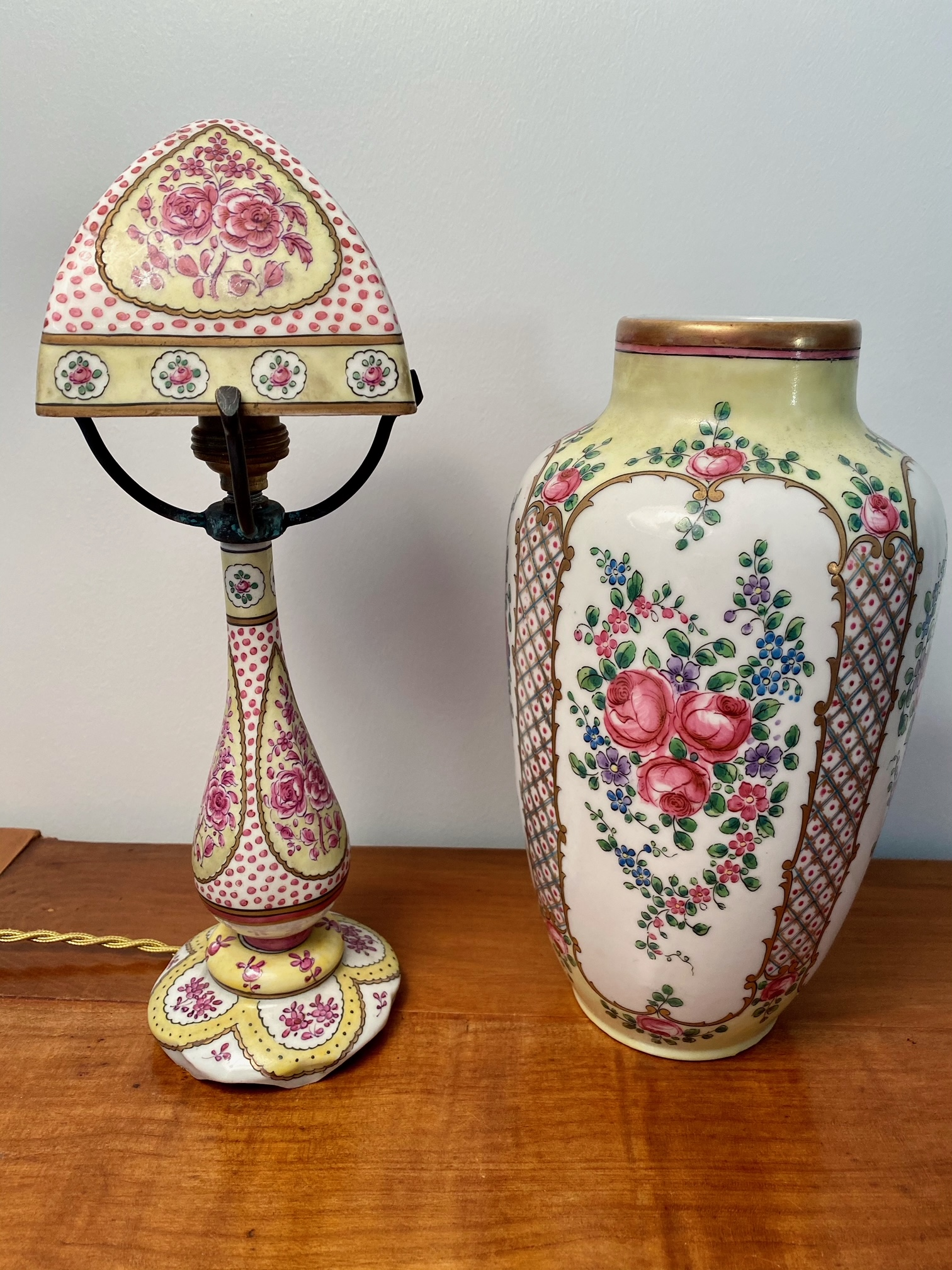
Lampe et vase en porcelaine Gabriel Fourmaintraux.

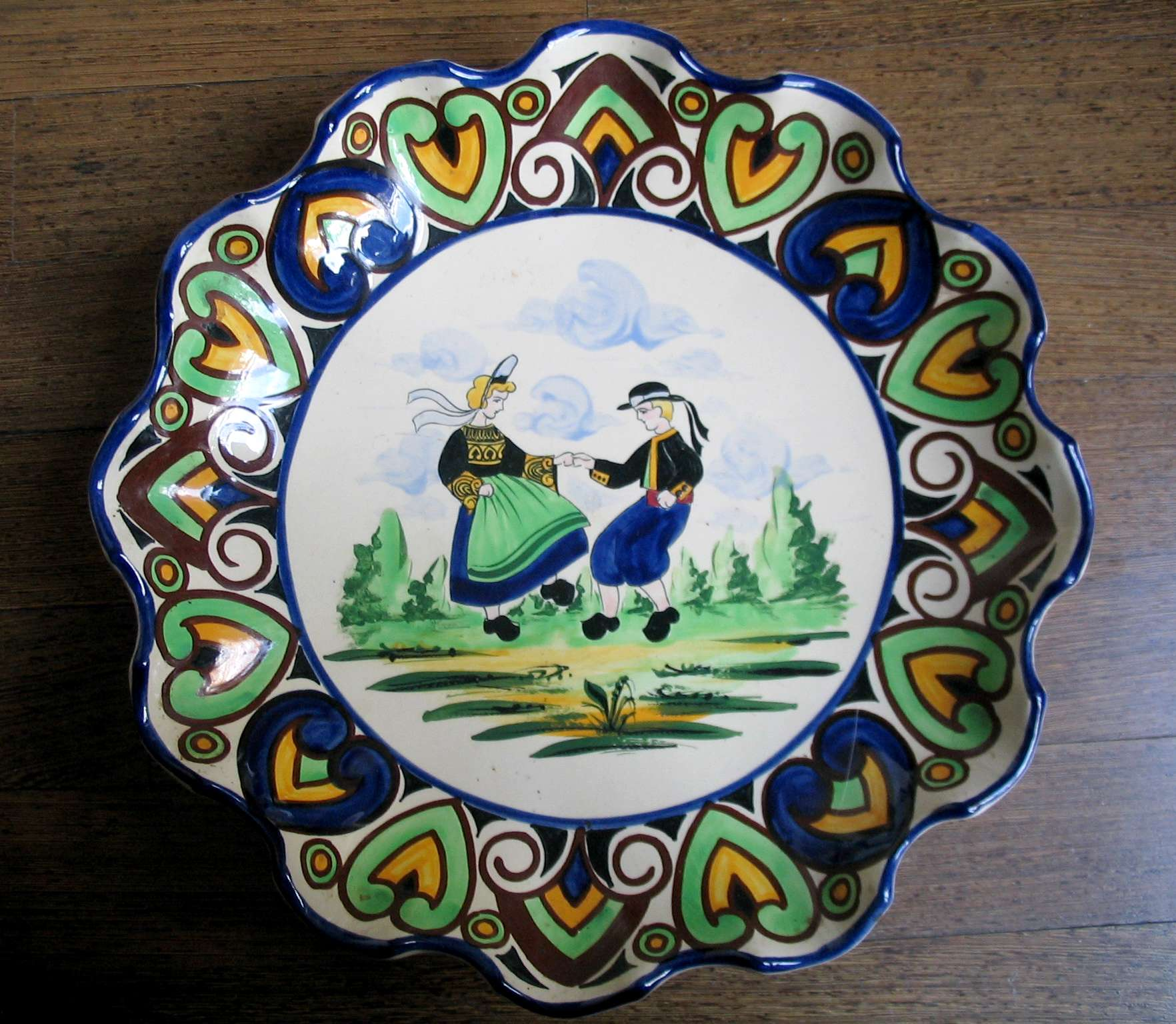
Assiette Gabriel Fourmaintraux dans le style breton.

L'usine Fourmaintraux fabriquait une large gamme de céramiques comprenant des lampes, des objets publicitaires, des trophées, des vases, des cendriers et des carreaux.
Gabriel Fourmaintraux a collaboré avec le peintre Fernand Léger, installé à Biot dans le sud de la France. Cette association l'a encouragé à travailler dans des couleurs primaires — rouges, blancs, jaunes sur fond noir ou blanc. Cela l'a également amené à produire des objets aux formes originales. L'essentiel de la production a été réalisée à l'aide de moules.
Entre 1909 et 1929, Gabriel Fourmaintraux a eu un certain succès en fabriquant et en exportant une grande variété d'articles en porcelaine . Cependant, cette production est coûteuse et pénalisée par la réévaluation du franc et les débuts de l'art déco en 1925. Elle est stoppée par la crise économique des années 1930.
Fourmaintraux bascule ensuite vers la production de pièces de style régional français qui sont vendues en France et en Belgique. Il devient bien connu en tant que producteur de faïence de Desvres.
Le musée de la Faïence de Desvres, logé dans l'ancienne usine Fourmaintraux, contient une collection de plus de 10 000 moules de Gabriel Fourmaintraux.
Ses pièces — en particulier son œuvre antérieure en porcelaine — sont désormais des objets de collection qui peuvent atteindre plusieurs milliers d'euros.